# Tomoya Koyamatsu
Tomoya Koyamatsu (小屋松 知哉 Koyamatsu Tomoya?, Kioto, 24 de abril de 1995) es un futbolista japonés que juega como centrocampista en el Kashiwa Reysol de la J1 League.

## Trayectoria

### Clubes
| Club                      | País  | Año       |
| ------------------------- | ----- | --------- |
| Nagoya Grampus            | Japón | 2014-2016 |
| J. League sub-22 (cedido) | Japón | 2014      |
| Kyoto Sanga F. C.         | Japón | 2017-2019 |
| Sagan Tosu                | Japón | 2020-2021 |
| Kashiwa Reysol            | Japón | 2022-     |